# Pelusios rhodesianus
Pelusios rhodesianus is een schildpad uit de familie pelomedusa's (Pelomedusidae).

## Naam en indeling
De wetenschappelijke naam van de soort werd voor het eerst voorgesteld door John Hewitt in 1927. Oorspronkelijk werd de wetenschappelijke naam Pelusios nigricans rhodesianus gebruikt. De soortaanduiding rhodesianus betekent vrij vertaald 'levend in Rhodesië', dit is een oude naam voor het land Zambia.

## Uiterlijke kenmerken
De schildpad kan een rugschildlengte bereiken van is 25 centimeter, de vrouwtjes worden langer dan de mannetjes. Het schild is ovaal en koepelvormig en is enigszins lang gerekt van vorm. Het schild is het breedst aan de achterzijde en heeft een overwegend zwart van kleur. Het midden van het schild kan zowel afgeplat zijn als zijn voorzien van een lage kiel die vaak het meest geprononceerd is op het vierde wervelschild. De marginaalschilden aan de achterzijde van het schild hebben geen doornachtige uitsteeksels zoals bij verwante soorten voorkomt. Het supracaudaalschild is gepaard, een nuchaalschild ontbreekt.
Het buikschild is meestal geheel zwart van kleur, soms met lichtere tot gele vlekken. Exemplaren uit onder andere Zimbabwe daarentegen hebben vaak juist een geheel geel buikschild. De plastronformule is als volgt: abd > fem > hum > intergul > an > pect > gul.
De kop is bruin tot zwart van kleur, soms zijn gele vlekken op de kop aanwezig. De bovenkaak heeft twee tand-achtige projecties. Onder de kin zijn twee baarddraden aanwezig. Mannetjes zijn van vrouwtjes te onderscheiden doordat het rugschild het breedst is ter hoogte van de negende marginaal, terwijl bij vrouwtjes het schild op het zevende of achtste marginaal het breedst is. Mannetjes zijn verder van vrouwtjes te onderscheiden door een langere en dikkere staart en een iets holler buikschild.

## Levenswzijze
Pelusios rhodesianus is voornamelijk een carnivoor maar ook worden wel waterplanten gegeten. In de lente tot de late zomer zetten de vrouwtjes hun eieren af, per legsel worden ongeveer tien tot vijftien eieren geproduceerd. De eieren hebben een zachte schaal en zijn langwerpig van vorm, de eieren zijn 35 millimeter lang en 22 mm breed.

## Verspreiding en habitat
Pelusios rhodesianus komt voor in delen van Afrika en leeft in de landen Congo-Kinshasa, Centraal-Afrikaanse Republiek, Oeganda, Angola, Botswana, Zimbabwe, Mozambique, Zuid-Afrika, Tanzania, Zambia, Namibië, Malawi, mogelijk in Rwanda en Burundi. Van sommige landen is het niet duidelijk of de soort hier voorkomt, zoals Rwanda, Burundi en Malawi. De habitat bestaat uit grotere stilstaande wateren zoals rivieren, meren en moerassen.

## Beschermingsstatus
Door de internationale natuurbeschermingsorganisatie IUCN is de beschermingsstatus 'veilig' toegewezen (Least Concern of LC).